# 얼렌 증후군
얼렌 증후군(Irlen syndrome), 광과민성 증후군(scotopic sensitivity syndrome, SSS)은 뇌의 시각 또는 이미지 처리의 인지 장애이다. 얼렌 증후군은 시각 스트레스(visual stress)로도 부른다. 수많은 주류 전문가들은 이 개념에 회의적이다. 얼렌 증후군의 연구는 여러 복합된 결과를 만들어냈으며 이 질환의 잠재적인 신경학적 토대는 찾았지만 틴트 처리된 안경을 사용하거나 읽기 보조를 위한 오버레이를 사용한 제안된 치료법을 뒷받침해줄 만한 근거는 부재에 가까운 상황이다.